# 462 TCN
462 TCN là một năm trong lịch La Mã.